# Alquequenje
Alkekengi officinarum, também chamada de alquequenje,  é uma espécie de planta com flor da família Solanaceae. É um parente próximo da Calliphysalis carpenteri (cereja-de-carpinteiro) e um parente um pouco mais distante dos membros do gênero Physalis. Esta espécie é nativa das regiões que abrangem o Sul da Europa ao Sul da Ásia e Nordeste da Ásia .
A pesquisa mostrou que Calliphysalis carpenteri (anteriormente classificada como Physalis carpenteri) está entre as espécies mais estreitamente relacionadas com Physalis alkekengi.
É comestível.

## Cultivo

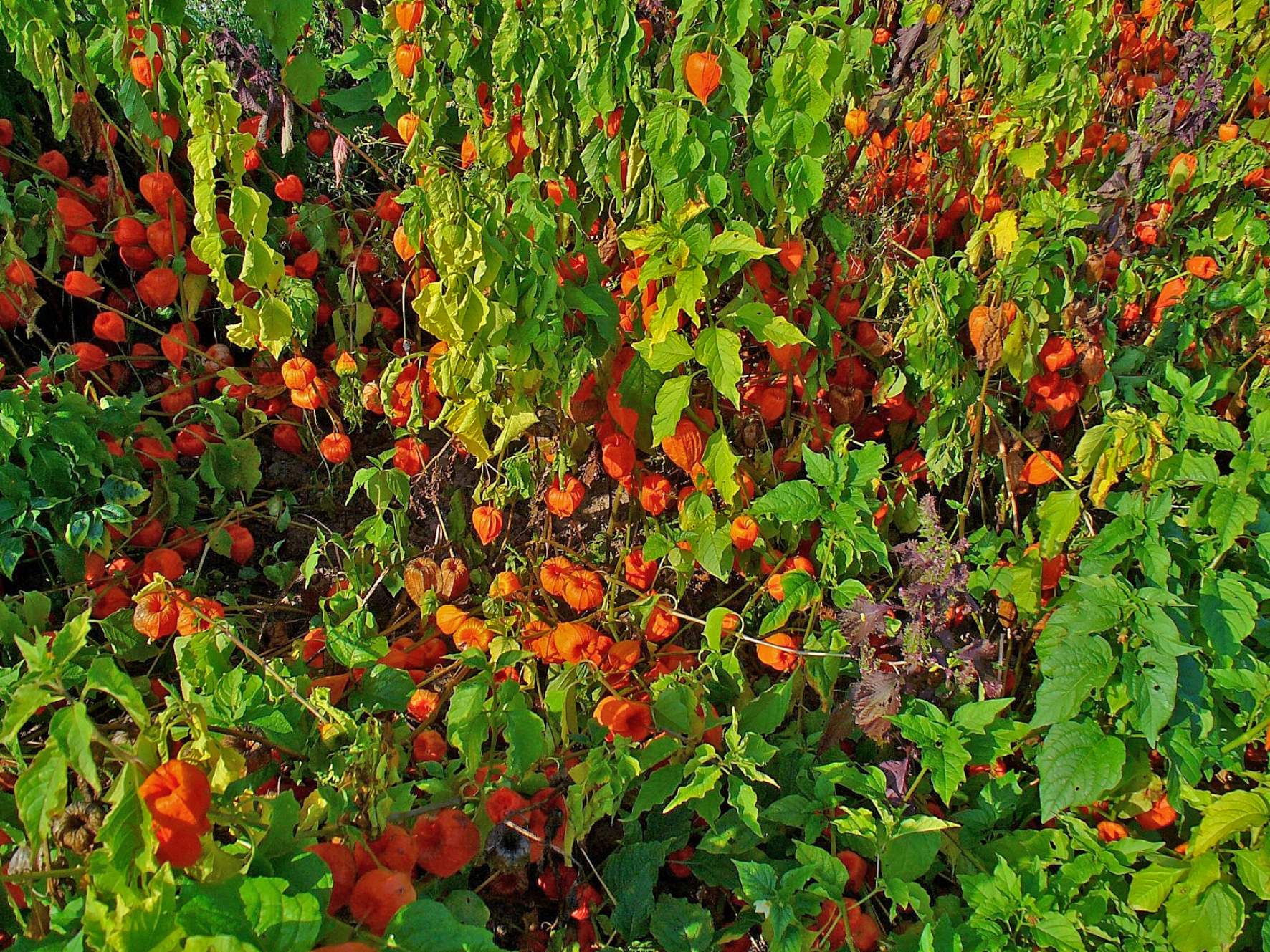
Planta madura

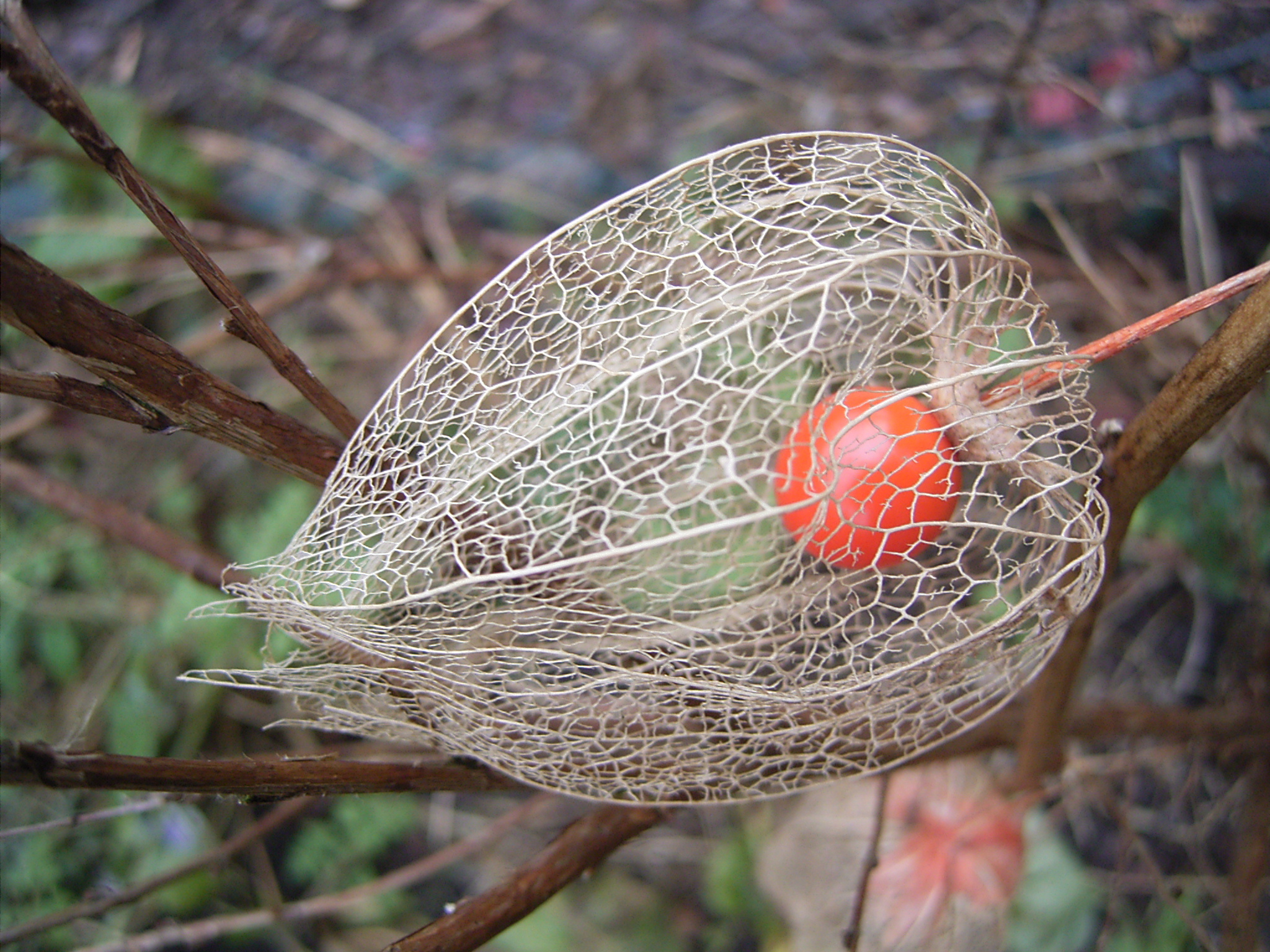
As "lanternas" laranjas (cálices frutíferos) de Alkekengi officinarum perdem sua cor brilhante e aparência de papel durante o inverno, e na primavera tornam-se redes de veios bege revelando os frutos vermelho-alaranjados no interior.

É uma planta ornamental  amplamente cultivada em regiões temperadas do mundo, e  resistente até temperaturas abaixo de -20 graus Celsius. Pode ser invasiva, com  sistema radicular  espalhado. Em vários lugares do mundo, escapou do cultivo .
No Reino Unido, recebeu o Prêmio de Mérito Jardim da Royal Horticultural Society.

## Usos tradicionais
A fruta seca no sistema de medicina Unani e usada como diurético, anti-séptico, corretivo hepático e sedativo.
Na medicina chinesa, Alkekengi é usado para tratar doenças como abscessos, tosse, febre e dor de garganta. A extinta língua dácia deixou poucos vestígios, mas em De Materia Medica de Pedanius Dioscórides, é discutida uma planta chamada Strychnos alikakabos (Στρύχνος άλικακάβος), que era chamada de kykolis (ou cycolis ) pelos dácios. Alguns consideraram esta planta como sendo Alkekengi officinarum, mas o nome mais provavelmente refere-se a ashwagandha (Withania somnifera).

## Constituintes químicos
A Alkekengi officinarum contém uma grande variedade de fisalinas. Quando isolados da planta, apresentam atividades antibacterianas e leishmanicidas in vitro.

## Registro fóssil
Os fósseis de sementes de Alkekengi foram encontrados e datados como do Mioceno da Sibéria, Plioceno da Europa e Pleistoceno da Alemanha.

## Taxonomia
Alkekengi officinarum foi anteriormente incluído no gênero Physalis até que evidências moleculares e genéticas o colocaram como espécie-tipo de um novo gênero.

## Etimologia
Acredita-se que nome popular alquequenje e o nome do gênero Alkekengi sejam provenientes do árabe al kakanj, significando "resina".